# ایوا ویتک
ایوا ویتک (به انگلیسی: Eva Wittke) (زادهٔ ۱۸ ژوئیهٔ ۱۹۵۱) شناگر اهل آلمان است.